# Aging Cell
Aging Cell is een internationaal, aan collegiale toetsing onderworpen wetenschappelijk tijdschrift op het gebied van de celbiologie en de geriatrie. Het wordt uitgegeven door Wiley-Blackwell namens de Britse Anatomical Society en verschijnt tweemaandelijks.